# Kıbrıslı Mehmed Kamil Pascià
Pascià Mehmed Kâmil (turco ottomano: محمد كامل پاشا مصري زاده turco: Kıbrıslı Mehmet Kâmil Paşa, letteralmente "Mehmed Kamil Pascià il cipriota") (Nicosia, 1833 – Nicosia, 14 novembre 1913) è stato un politico ottomano, di origini turco cipriote.
Fu un politico liberale ricoprì la carica di Gran Visir dell'Impero durante quattro diversi periodi fra la fine del XIX secolo e l'inizio del XX secolo.

## Biografia
Nacque a Nicosia nel 1833, figlio del capitano Salih Ağa del villaggio di Pyrogi, a Cipro. Il suo primo incarico fu nella famiglia del Khedive d'Egitto che a quel tempo era solo nominalmente dipendente dal potere centrale ottomano a Costantinopoli. Nel corso di questo incarico visitò Londra per la Grande Esposizione del 1851 accompagnando uno dei figli del Khedive. Il soggiorno di Kiamil a Londra lasciò in lui un'ammirazione per la Gran Bretagna che durò per tutta la vita, infatti durante la sua carriera nello stato ottomano, fu sempre considerato un anglofilo.
Avendo la piena padronanza dell'inglese, da allora in avanti, fino alla fine della sua carriera, cercò con zelo l'amicizia degli inglesi con gli ottomani.
Dopo essere rimasto in Egitto per dieci anni, Mehmed Kamil cambiò il suo incarico alle dipendenze di Abbas I per quello del governo ottomano, dal 1860 e per i successivi diciannove anni, vale a dire fino a quando non è entrato per la prima volta nel Gabinetto, ricoprendo numerosissimi incarichi amministrativi in ogni parte dell'Impero. Ha governato o ha contribuito a governare province come la Rumelia orientale, l'Erzegovina, il Kosovo e la sua nativa Cipro.

## Carriera
I suoi periodi in carica come gran visir sono stati:
- dal 25 settembre 1885 al 4 settembre 1891, sotto il regno di Abdülhamid II,
- dal 2 ottobre 1895 al 7 novembre 1895, sotto il regno di Abdülhamid II,
- dal 5 agosto 1908 al 14 febbraio 1909, sotto il regno di Abdülhamid II e durante la Seconda Era Costituzionale dell'Impero Ottomano,
- e dal 29 ottobre 1912 al 23 gennaio 1913, sotto il regno di Mehmed V Reşad e durante la Seconda Era Costituzionale dell'Impero Ottomano.

Nel maggio 1913, tornò nella nativa Cipro che dove non era più tornato da quando aveva cessato di esserne il governatore nel lontano 1864.
Il motivo non era felice. Dopo la rivoluzione dei Giovani Turchi del 1908, Kamil inizialmente aveva cercato di scendere a compromessi con i nuovi uomini al potere. Ma ben presto decise di opporsi al Comitato di Unione e Progresso (CUP) e divenne una figura di spicco del gruppo di opposizione più liberale e pro-decentralizzazione dei Giovani Turchi, noto come Partito Libertà e Accordo (anche Unione Liberale o Intesa). Dopo il rovesciamento del regime del CUP nell'estate del 1912 da parte degli Ufficiali Liberatori, divenne Gran Visir del nuovo governo del Partito della Libertà e dell'Accordo. Fu nominato Gran Visir per i suoi rapporti amichevoli con gli inglesi (era spesso conosciuto come İngiliz Kamil, o "English Kamil", per la sua anglofilia), nella speranza che sarebbe stato in grado di ottenere condizioni favorevoli per la fine della disastrosa prima guerra balcanica in corso (poiché gli interessi stranieri della Bulgaria vittoriosa erano rappresentati dagli inglesi). Nel gennaio 1913, il governo di Kamil decise di accettare severe condizioni di pace, comprese massicce perdite territoriali.
Il CUP nelle forze militari usò questo pretesto per il secondo colpo di stato il 23 gennaio 1913. Quel giorno, Enver Bey, uno dei capi militari del CUP, fece irruzione con alcuni dei suoi associati nella Sublime Porta mentre il Gabinetto era in sessione. Secondo la maggior parte dei resoconti, uno degli ufficiali di Enver, Yakup Cemil, sparò al ministro della Guerra Nazim Pascià e il gruppo spinse Kamil Pascià a dimettersi immediatamente sotto la minaccia delle armi.
Kamil fu messo agli arresti domiciliari e alla sorveglianza. L'ex Gran Visir (che probabilmente era in pericolo di vita) fu invitato dal suo amico britannico Lord Kitchener a stare con lui al Cairo. Dopo tre mesi in Egitto, Mehmed Kamil Pascià decise di attendere una favorevole svolta di fortuna nella sua nativa Cipro.
Cinque settimane dopo il suo ritorno a Cipro, l'assassinio del suo successore del CUP alla carica di gran visir, Mahmud Shevket Pascià, avvenne nel giugno 1913 da un parente di Nazim Pascià per vendicarne la morte. Il regime del CUP reagì con la persecuzione di noti politici dell'opposizione. Djemal Pascià, allora prefetto CUP della capitale Costantinopoli, indicò alla famiglia di Kamil che doveva lasciare l'Impero Ottomano altrimenti sarebbe stato arrestato anche lui. La sua famiglia si unì al suo esilio.
Il 14 novembre 1913, mentre era pieno di piani per rivisitare l'Inghilterra nel 1914, Kamil Pascià morì improvvisamente di sincope e fu sepolto nella corte della moschea araba Ahmed Pascià.

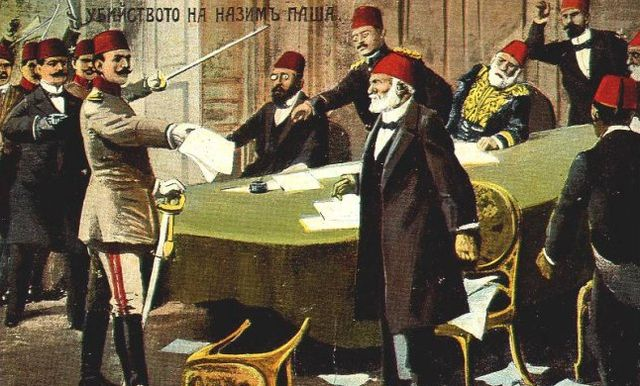
Enver Bey chiede a Kâmil Pascià di dimettersi durante il raid alla Sublime Porta.

Sir Ronald Storrs, governatore britannico di Cipro dal 1926 al 1932, fece innalzare un memoriale sulla tomba di Kamil Pascià. Compose anche l'iscrizione in inglese, scolpita sulla lapide sotto una in turco in caratteri antichi:
His Highness Kiamil Pasha
Son of Captain Salih Agha of Pyroi
Born in Nicosia in 1833
Treasury Clerk
Commissioner of Larnaca
Director of Evqaf
Four times Grand Vizier of the Ottoman Empire
A Great Turk and
A Great Man.
Sua Altezza Kiamil Pascià
Figlio del capitano Salih Agha di Pyroi
Nato a Nicosia nel 1833
Impiegato del Tesoro
Commissario di Larnaca
Direttore di Evqaf
Quattro volte Gran Visir dell'Impero Ottomano
Un grande turco e
Un grande uomo.